# Мезокарб
Мезокарб (англ. Mesocarb), який випускається під торговими марками «Сиднокарб» та «Синокарб», відомий також під кодовою назвою «MLR-1017» — психостимулюючий препарат, який використовувався для лікування психічних розладів і ряду інших показань у Радянському Союзі та Росії. Він досліджується для використання в лікуванні хвороби Паркінсона та розладів сну. Мезокарб застосовується перорально.
Препарат є селективним інгібітором зворотного захоплення дофаміну. Це незвичайний і унікальний селективний інгібітор зворотного захоплення дофаміну, який діє як негативний алостеричний модулятор і неконкурентний інгібітор транспортера дофаміну. Хімічно мезокарб містить амфетамін у своїй структурі, але був модифікований і розширений на амін за допомогою сидноноімінвмісної частини.
Мезокарб був вперше описаний у 1971 році. Він використовувався як фармацевтичний препарат до 2008 року. У 2021 році було повідомлено, що він є алостеричним модулятором транспортеру дофаміну. Станом на лютий 2023 року мезокарб проходив І фазу клінічних досліджень для лікування хвороби Паркінсона. Також досліджується активний енантіомер мезокарбу армезокарб.

## Медичне використання
Мезокарб початково був розроблений у Радянському Союзі в 1970-х роках для різноманітних показань, включаючи астенію, апатію, адинамію, та деякі клінічних випадків депресії та шизофренії. Мезокарб використовувався для зниження седативного ефекту бензодіазепінів, для підвищення працездатності та покращення функції серцево-судинної системи, для лікування синдрому дефіциту уваги з гіперактивністю в дітей, як ноотроп, і як препарат для підвищення стійкості до екстремально низьких температур. Також повідомлено про антидепресивні та протисудомні властивості. Мезокарб продавався в Росії у вигляді таблеток для прийому всередину по 5 мг під торговою маркою «Сиднокарб».

## Фармакологія

### Фармакодинаміка
Було виявлено, що мезокарб діє як селективний інгібітор зворотного захоплення дофаміну, блокуючи дію транспортера дофаміну, і не виділяє дофаміну, що характерно для таких стимуляторів, як декстроамфетамін. Це був найбільш селективний інгібітор транспортера дофаміну серед ряду інших інгібіторів транспортера дофаміну, з якими його порівнювали, і в 2017 році було повідомлено, що мезокарб є найбільш селективним інгібітором транспортера дофаміну, описаним на той час.
Повідомлялося, що спорідненість мезокарбу до транспортерів моноамінів людини in vitro становить 8,3 нМ для транспортера дофаміну, 1500 нМ для транспортера норадреналіну (у 181 раз нижче, ніж для транспортера дофаміну) і >10 000 нМ для транспортера серотоніну (>1205 разів нижче, ніж для транспортера дофаміну). Інгібіторні властивості мезокарбу на переносниках моноамінів людини in vitro становить 0,49 ± 0,14 мкМ для транспортера дофаміну, 34,9 ± 14,08 мкМ для транспортера норадреналіну (у 71 раз менше, ніж для транспортера дофаміну), і 494,9 ± 17,00 мкМ для транспортера серотоніну (у 1010 разів нижче, ніж для транспортера дофаміну). У 2021 році було виявлено, що мезокарб не є звичайним селективним інгібітором зворотного захоплення дофаміну, а діє як алостеричний модулятор або неконкурентний інгібітор транспортера дофаміну. Відповідно до своєї природи як нетипового блокатора транспортера дофаміну, препарат має нетипові ефекти порівняно з традиційними селективними інгібіторами зворотного захоплення дофаміну. Як приклад, він демонструє більшу антипаркінсонічну активність порівняно з іншими інгібіторами зворотного захоплення дофаміну у тварин.
Подібно до інших інгібіторів зворотного захоплення дофаміну, було встановлено, що мезокарб сприяє пробудженню.

### Фармакокінетика
Гідроксильовані метаболіти мезокарбу можна виявити в сечі протягом 10 днів після застосування.
Мезокарб помилково називали проліками амфетаміну. Однак це було засновано на старій літературі, яка спиралася на газову хроматографію як аналітичний метод. Згодом, з появою мас-спектроскопії, було показано, що присутність амфетаміну в попередніх дослідженнях була артефактом методу газової хроматографії. Останні дослідження з використанням мас-спектроскопії показують, що незначні рівні амфетаміну вивільняються в результаті метаболізму мезокарбу.

## Хімія
Мезокарб, також відомий як 3-(β-фенілізопропіл)-N-фенілкарбамоїлсиднонімін, є заміщеним фенетиламіном і амфетаміном і мезойонним сидноніміном. У структурі мезокарбу є амфетаміновий каркас, за винятком того, що сполука має складний бічний ланцюг іміну.
Сам мезокарб (MLR-1017) є рацемічною сумішшю, лівообертальний або (R)-енантіомер відомий як армезокарб (MLR-1019). Армезокарб описується як активний енантіомер мезокарбу, тоді як (S)- або D-енантіомер вважається практично неактивним. Мезокарб структурно споріднений фепросидніну (сиднофен; 3-(α-метилфенілетил)сиднонімін).

### Синтез

Патенти:

Фепросиднін (Сиднофен) перетворюється з гідрохлоридної солі (1) в амін вільної основи (2). Потім його обробляють фенілізоціанатом.

## Історія
Мезокарб вперше був описаний у науковій літературі в 1971 році. Він використовувався як фармацевтичний препарат з 1971 по 2008 рік. Виробництво мезокарбу було припинено виробником у 2008 році з комерційних причин, не пов'язаних із самим препаратом.

## Суспільство і культура

### Статус
Мезокарб майже невідомий у західному світі, за межами Росії та інших країн колишнього Радянського Союзу він не використовується в медицині та широко не досліджується. Однак його було додано до списку препаратів, що перебувають під міжнародним контролем, і він є зареєстрованою контрольованою речовиною в більшості країн, незважаючи на його численні терапевтичні застосування та відсутність значного потенціалу зловживання.

## Дослідження

### Хвороба Паркінсона
Мезокарб з 2016 року досліджується для лікування хвороби Паркінсона. Станом на лютий 2023 року він перебував у І фазі клінічних досліджень для цього показу. Активний енантіомер мезокарбу армезокарб також знаходиться на стадії досліджень.